# Obersteinbach (Hirschau)
Obersteinbach ist seit 1978 ein Gemeindeteil der Stadt Hirschau im Landkreis Amberg-Sulzbach in der Oberpfalz in Bayern, zuvor war Obersteinbach ein Gemeindeteil der zum gleichen Zeitpunkt eingemeindeten Gemeinde Massenricht.

## Geographie

### Naturräumliche Zuordnung
Das Dorf Obersteinbach liegt im Norden des Oberpfälzischen Hügellandes. Da von den Einzelblättern 1:200.000 zum Handbuch der naturräumlichen Gliederung Deutschlands das Blatt 154/155 Bayreuth nicht erschienen ist, existiert für den Nordteil des Oberpfälzischen Hügellandes keine Feingliederung.
In einschlägiger Fachliteratur wird die geologische Untereinheit, in der Rödlas liegt, als Kohlberger Höhenrücken bezeichnet.

## Geschichte
Kurfürst Friedrich II. kaufte 1536 Obersteinbach von Hans Roth, Bürger zu Hirschau, und schlug es dem Amt Hirschau zu. Das Hüthaus in Obersteinbach erbaute man 1757 neu.
Am 1. Mai 1978 wurde Obersteinbach als Teil der Gemeinde Massenricht zusammen mit den Orten Massenricht, Untersteinbach, den Weilern Rödlas und Träglhof und der Einöde Hummelmühle im Zuge der Gemeindegebietsreform in die Stadt Hirschau eingegliedert.

## Kultur und Sehenswürdigkeiten

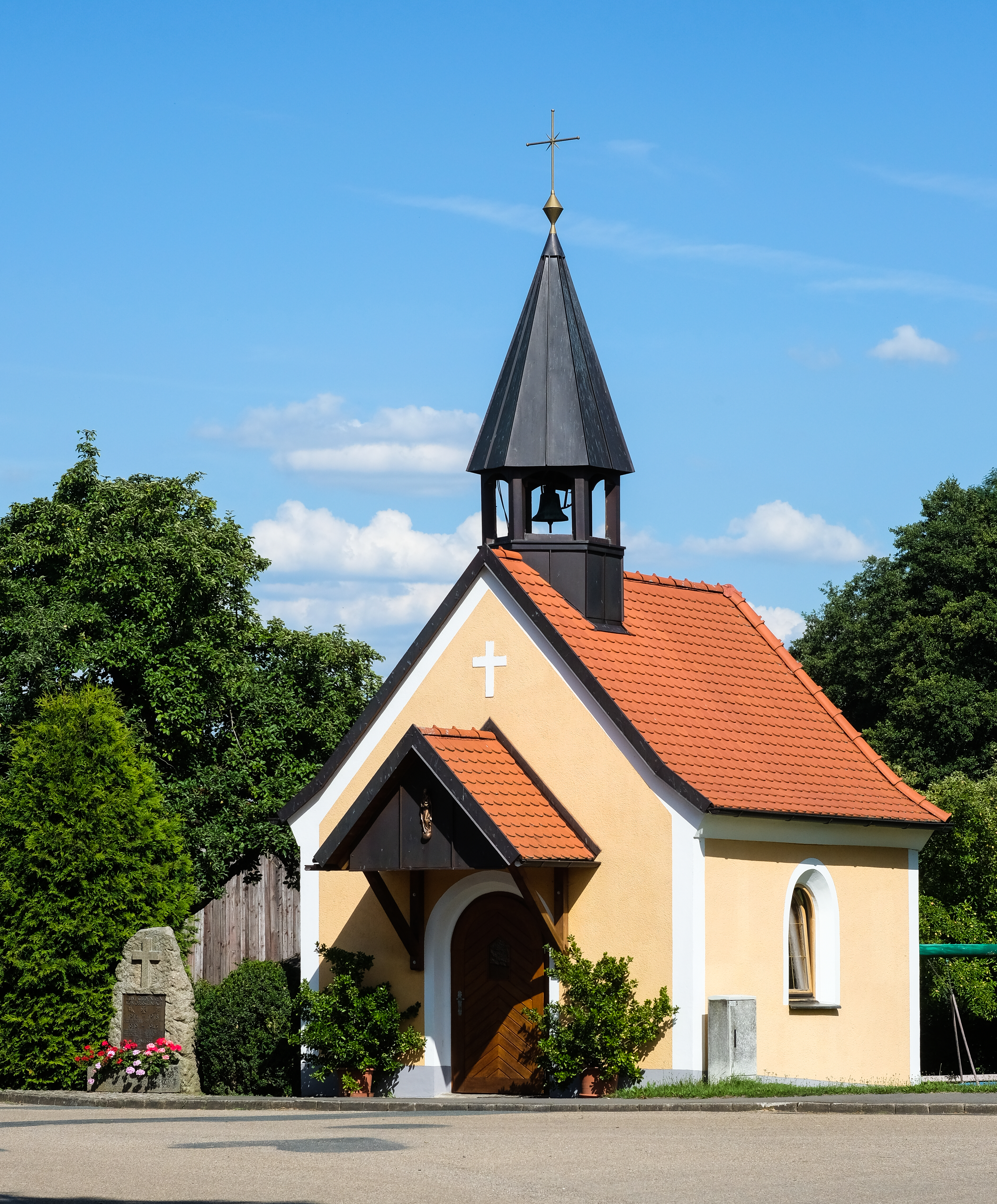
Kapelle und Kriegerdenkmal

In der Dorfmitte neben dem Dorfweiher in unmittelbarer Nähe des Kinderspielplatzes steht eine schlichte Kapelle. Sie wurde erstmals am 29. April 1804 erwähnt und von der Gemeinde im Zuge der Säkularisation versteigert. 1955 wurde eine neue Dorfkapelle gebaut und am 8. Oktober 1955 der Schmerzhaften Mutter Maria geweiht. Die Dorfkapelle im Ortszentrum wurde zuletzt im Jahr 2007 renoviert.

## Religionen
Die Glaubenswirren des 16. und 17. Jahrhunderts wirkten sich auch in der Gegend um Obersteinbach aus. Es ist anzunehmen, dass Obersteinbach, das wohl ursprünglich zum Benefizium und später zur Expositur Ehenfeld gehörte, mehrmals die Konfession wechselte. Im Jahr 1628 wurde Obersteinbach zusammen mit Ehenfeld endgültig katholisch.
Ehenfeld ist noch als Pfarrgemeinde selbständig, bildet aber mit Hirschau seit 2003 eine Seelsorgeeinheit.

## Wirtschaft und Infrastruktur

### Verkehr
Obersteinbach erreicht man von Hirschau aus über Ehenfeld und Massenricht nach neun Kilometern über die Kreisstraße AS 18 oder nach vier Kilometern über Nebenstraßen von Kohlberg aus. Obersteinbach liegt an der Grenze des Landkreises Amberg-Sulzbach zum Landkreis Neustadt an der Waldnaab.
An den öffentlichen Nahverkehr ist Obersteinbach mit zwei Buslinien angebunden. Dabei handelt es sich um die Linie 59 der RBO über Lintach nach Amberg (VGN-Linie 459), die am 1. September 2001 über Obersteinbach bis nach Untersteinbach verlängert wurde. Vorher war in Massenricht Endstation. Die zweite Linie ist der Ortslinienverkehr Hirschau, der die Ortsteile von Hirschau miteinander verbindet (RBO-Linie 6334, VGN-Linie 468).
Die nächstgelegenen Bahnhöfe befinden sich in Freihung (6 km), Röthenbach (4 km) und Amberg (26 km).